# 段劍岷
段劍岷（1901年1月29日—1987年2月18日），字醒豫，又名國漢。河南省祥符縣人。民國37年（1948年）在河南省第一選區當選第一屆立法委員。

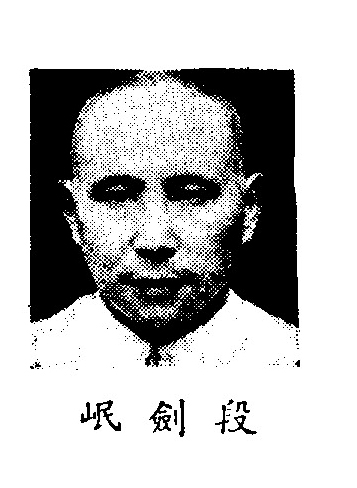
出席制憲國民大會代表時

## 生平[1][2][3][4][5]
- 河南公立法政專門學校
- 辛亥年參加開封起事
- 民國十四年，出席第二次全代會
- 民國十九年，任河南黨務特派員
- 民國二十年，任三十一師特派員及河南省黨務指導委員
- 抗戰軍興，任華北抗日特工委員會委員，組游繫隊抗日救國，旋任侍從室視察及第六次全代表、制憲國民大會代表
- 民國三十七年，任立法委員
- 1958年，膺選全國好人好事代表
- 1987年2月18日病逝[6]